# Tesz járás (Dzavhan)
Tesz járás (mongol nyelven: Тэс сум) Mongólia Dzavhan tartományának egyik járása. Területe 900 km². Népessége 3230 fő.
Székhelye Dzur (Зур), mely 230 km-re északnyugatra fekszik Uliasztaj tartományi székhelytől.